# لافيا
لافيا هي منطقة حكم محلي في نيجيريا، تقع في ولاية نصراوة ، وهي عاصمتها، بلغ عدد سكانها 330,712 نسمة.

## أعلام
- أزوبيكي إيغويكوي